# Ialonus (cràter)
Ialonus és un cràter sobre la superfície del planeta nan Ceres, situat amb el sistema de coordenades planetocèntriques a 49.14 ° de latitud nord i 170.03 ° de longitud est. Fa un diàmetre de 16.5 km. El nom va ser fet oficial per la UAI el 16 de setembre del 2016 i fa referència a Ialonus, déu dels camps i dels prats de la mitologia celta.